# Yobai

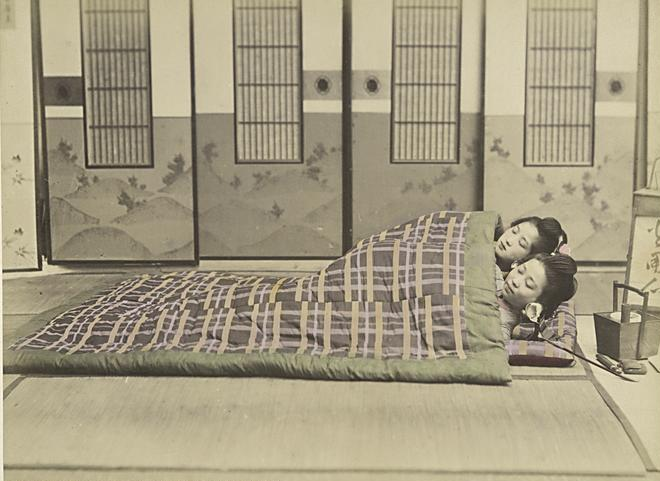

Yobai (Japanisch: 夜這い, „Nachtkrabbeln“) war ein Japanischer Brauch, der üblicherweise von jungen, unverheirateten Personen praktiziert wurde. Er war einst in ganz Japan verbreitet und wurde in einigen ländlichen Gebieten bis zum Beginn der Meiji-Ära und bis in das 20. Jahrhundert hinein gepflegt.

## Beschreibung
Junge, unverheiratete Männer betraten in der Nacht die Häuser von jungen, unverheirateten Frauen. Ein Mann schlich dabei leise in das Zimmer der Frau und machte seine Absicht deutlich. Wenn die Frau einwilligte, hatten die beiden Personen Sex. Bis zum Morgen verließ er das Haus. Möglicherweise wusste die Familie der Frau davon, täuschte aber vor, nichts zu wissen. Es war üblich, dass junge Menschen auf diese Weise einen Ehepartner fanden.
Diese Sitte variierte von Ort zu Ort. In einigen Gegenden konnte jede Frau nach der Pubertät, ob verheiratet oder unverheiratet, von jedem Mann nach der Pubertät, ob verheiratet oder unverheiratet, aus dem Dorf und auch von Männern aus anderen Dörfern sowie Reisenden besucht werden. In einigen Gegenden durften nur verheiratete Frauen und Witwen besucht werden, ledige Frauen hingegen nicht. Darüber hinaus gab es Variationen, wie die „geschlossene Form“ des yobai, bei der nur Männer aus demselben Dorf das Recht auf Besuch hatten.
Gemäß dem Buch 夜這いの民俗学 (deutsch: Die Folklore des Nachtkrabbelns) war nächtliches Krabbeln eine Tradition, die abhängig war von der Ära, Region und sozialen Klasse. Zudem war es stets notwendig, die Regeln der Gemeinschaft zu befolgen. Die Männer waren frei in ihrer Wahl des Partners und die Frau war auch frei in ihrer Entscheidung den nächtlichen Besuch abzulehnen.